# Magellankanastero
Magellankanastero (Asthenes anthoides) är en fågel i familjen ugnfåglar inom ordningen tättingar.

## Utbredning och systematik
Fågeln förekommer från sydligaste Chile och södra Argentina till Tierra del Fuego och Staten Island. Den behandlas som monotypisk, det vill säga att den inte delas in i några underarter.

## Status
IUCN kategoriserar arten som livskraftig.